# Vier Evangelistenkerk
De Vier Evangelistenkerk is een parochiekerk aan de Dukaatruwe in de buurt Malberg in Maastricht-West.

## Geschiedenis
De woonwijk Malberg werd in de tweede helft van de jaren 60 van de 20e eeuw aangelegd. In 1964 begonnen de voorbereidingen voor de stichting van een parochie voor deze wijk, die voorzien was voor 9000 bewoners. Oorspronkelijk zouden er in de wijk vier hulpkerkjes komen, elk aan een der vier evangelisten gewijd. Het centrale "kerkgemeenschapshuis" zou dan in het centrum komen. De vier hulpkerkjes, bedoeld voor pastoraal werk in de buurten van de wijk, zijn er echter niet gekomen.
Pieter Koene ontwierp in 1966 een multifunctioneel kerkgebouw. De bouw vond plaats in 1967-68. Op 7 april 1968 werd de kerk door hulpbisschop Edmond Beel van Roermond ingezegend. De kerk werd aanvankelijk geleid door paters franciscanen. De eerste rector was pater J. Linden (tot 1976). Het voor die tijd innovatieve dubbelgebruik als kerk en verenigingsgebouw ("kien- en carnavalskerk") leverde na verloop van tijd te veel bezwaren op. De kerk werd in 1980 verbouwd om in 1983 opnieuw te worden ingewijd. Voor de Malbergse verenigingen werd een nieuw onderkomen gebouwd.

## Gebouw
Het betreft een doosvormige zaalkerk van baksteen. Opvallend is de lange, strakke voorgevel met veel glas, waarvoor een eveneens rechthoekig entreevolume is geplaatst, geflankeerd door betonnen compartimenten. Het gebouw is een gemeentelijk monument.
Het interieur wordt overwelfd door een vlak, ruw houten plafond. Verticale strips van kleurig glas-on-lood, ontworpen door Eugène Laudy, brengen licht in de kerkruimte. De wandschilderingen van de vier evangelisten zijn van de hand van broeder Niek Duives.
* betekent: niet langer in gebruik voor religieuze doeleinden; ** betekent: (deels) gesloopt, verdwenen